# Rodney L. Scribner
Rodney Latham Scribner (* 6. Mai 1935 in Rumford, Maine) ist ein US-amerikanischer Politiker, der von 1975 Maine State Treasurer und von 1976 bis 1977 sowie erneut im Jahr 1987 Maine State Auditor war.

## Leben
Rodney L. Scribner wurde in Rumford geboren. Er besuchte die Norway High School, die er im Jahr 1953 beendete. Im selben Jahr wechselte er zur Maine Maritime Academy. Dort absolvierte er ein Studium der Meereswissenschaften und war Fähnrich in der United States Navy Reserve. von 1956 bis 1958 diente er bei der Navy. Danach arbeitete er als Deckoffizier auf einem Öltanker. Nebenbei studierte er Buchführung und als er im Dezember 1962 seinen Militärdienst beendete, arbeitete er für eine Rechnungsführungsfirma in Portland.
Als Mitglied der Demokratischen Partei gehörte er von 1967 bis 1968 dem Repräsentantenhaus von Maine an. Er war Deputy Commissioner, später Commissioner des Maine Department of Finance and Administration, State Controller, State Budget Officer und im Jahr 1975 Maine State Treasurer sowie von 1976 bis 1977 und erneut im Jahr 1987 Maine State Auditor.
Rodney L. Scribner war mit Evelyn Scribner verheiratet. Die Ehe wurde 1993 geschieden.